# آدیسون (رستوران)
آدیسون (انگلیسی: Addison) رستورانی در شهرستان سن دیگو کالیفرنیا است که سه ستارهٔ میشلن دارد و یکی از ۱۳ رستوران سه ستارهٔ ایالات متحده آمریکا محسوب می شود. راهنمای فرانسوی رستوران لیست، این رستوران را در سال ۲۰۲۳ در رتبه ۱۲ رستوران‌های برتر آمریکا قرار داد.